# Víctor de la Fuente
Pedro Víctor de la Fuente Sánchez (* 12. April 1927; † 2. Juli 2010) war ein spanischer Comiczeichner.

## Leben
Víctor de la Fuente stammte aus einer spanischen Zeichnerfamilie. Sein künstlerisches Schaffen begann in den 1940er und 50er Jahren in Süd- und Nordamerika als Zeichner und als Illustrator in der Werbebranche. Zurück in Europa widmete er sich überwiegend dem Comiczeichnen. Für die Verlage Fleetway (England) und D. C. Thomson (Schottland) gestaltete er in den folgenden Jahren insbesondere Kriegscomics für Magazine wie Battle Picture Library, War Picture Library, Lion (alle Fleetway) und Commando War Stories in Pictures (D. C. Thomson). Insgesamt sollen hier um die 5000 Comicseiten entstanden sein.
1967 lernte de la Fuente Víctor Mora kennen, mit dem er die Serien Sunday (1968–1970) und Les anges d'acier (1984–1989) sowie mehrere Einzeltitel realisierte. Außerdem beteiligten sich beide 1976 an der Larousse-Reihe Histoire de France en bandes dessinées. Für diese 24-teilige Reihe mit insgesamt 48 Geschichten über die Historie Frankreichs schufen Mora und de la Fuente vier Geschichten (enthalten in den Originalbänden 1, 4, 9 und 12).
In der Westernserie Die Gringos arbeitete de la Fuente mit Jean-Michel Charlier und Guy Vidal zusammen. Zu einer Zusammenarbeit kam es auch mit François Corteggiani, Alejandro Jodorowsky und Patrick Cothias.
Ab 1992 war de la Fuente für Bonellis Reihe Tex Willer tätig. Für die Sonderreihe Speciale Tex zeichnete er den Band Fiamme sull'Arizona. Für die Sonderreihe Almanacco del West kam 1995 der Band La carovana della paura hinzu. Schließlich war de la Fuente ab 1997 auch für die Hauptreihe tätig. Hier entstanden 1997, 1998 und 2000 jeweils zwei Bände (Originalbände 441/442, 456/457 und 471/472). Szenarist war in allen Fällen Claudio Nizzi.

## Werke
- 1968: Sunday
  - auf Deutsch in Zack 6/1975 und in Zack Parade 35, 37, 38, 39 und 40
- 1969: Haxtur
- 1972: Mathai-Dor
- 1973: Mortimer
- 1975: Amargo
- 1976: Histoire de France en bandes dessinées
- 1977: Charles de Gaulle
- 1977: La flèche noire
- 1978: Haggarth
- 1978: Les gants de l’horreur
- 1979: Die Gringos
- 1983: Entdecke die Bibel
- 1983: Engel aus Stahl
- 1985: Coeur de fer
- 1986: La Sibérienne
- 1987: Francis Falko[8]
- 1989: Molière
- 1990: Bernhard von Clairvaux[9]
- 1990: Une sourire dans la grotte
- 1991: Claire d’Assise
- 1991: La vallée des rennes
- 1992: Tex
- 1996: Aliot
- 1998: Le fils de la vierge